# Нишанский район
Нишанский район (узб. Nishon tumani / Нишон тумани) — административная единица (туман) в Кашкадарьинской области Узбекистана. Административный центр — город Янги-Нишан.

## История
Президиум Верховного Совета Узбекской ССР Указом от 6 марта 1975 года образовал в Кашкадарьинской области Нишанский район с центром в городском посёлке Янги Нишан.
В посёлке Нуристан Нишанского района во 2-й половине 1980-х годов было начато строительство ГРЭС, однако с распадом СССР работы были заморожены.
В итоге пуск 1-го энергоблока (уже под названием Талимарджанская ТЭС) состоялся только в 2004 году. Планируется строительство новых энергоблоков.

## География
Район расположен на юго-западе области, на границе с Туркменистаном. Климат — сухой и пыльный.